# Črni goban
Črni goban (znanstveno ime Boletus aereus) je gliva iz rodu gobanov (Boletus).
Znanstveno ime je dobil po latinski besedi za bron - aes, po bronasti barvi klobuka.

### Značilnosti
Klobuk je kostanjevo rjave do skoraj črne barve. S starostjo ostanejo temnejše bronaste lise, katerih okolica postaja svetlejša. V mladosti je polkroglaste oblike, nato postaja vedno bolj konveksna do vzravnana. Površina je fino žametasta z belkastim poprhom in ne postane lepljiva niti ko je zelo vlažna. V premeru ima od 4-18 cm, v izrednih primerih celo do 40 cm.
Trosovnica je iz cevk, ki se zlahka ločijo od klobuka. Najprej so bele nato rumene barve, pri starih gobah pozelenijo.
Bet je visok 6-16 cm in širok 4-8 cm. Je rjavkaste barve in vedno svetlejši od klobuka. Je trebušaste oblike in se zoža proti dnišču. Prepreden je s fino rjavkasto mrežico, ki je opazna predvsem v zgornjem delu.
Meso je belo in na zraku ne spremeni barve. Prijetnega in prepoznavnega, a težko opredeljivega vonja in okusa.

### Podobne vrste
Podoben je ostalim gobanom z belo trosovnico, le da imajo vsi svetlejše klobuke.
- poletni goban (Boletus reticulatus)
- jesenski goban (Boletus edulis)
- borov goban (Boletus pinophilus) raste pod bori.

### Razširjenost in življenjski prostor
Najdemo ga predvsem v listnatih gozdovih, kjer najraje tvori mikorizno povezavo z kostanji in hrasti. Ustrezajo mu toplejše sredozemsko podnebje.

### Uporabnost
Užitna in zelo cenjena goba.

### Mikroskopske značilnosti
Trosni prah je olivnorjave barve. Trosi so vretenasti, velikost: 13,5-16 × 4-5 µm.
Basidiji imajo po 4 trose, velikost: 23-30 x 8-10 µm.
Cistide: 28-34 X 7-11 µm.